# تمازه
تمازه (به عربی: تمازة) یک روستا در سوریه است که در ناحیه سلحب واقع شده‌است. تمازه ۱۰۱ نفر جمعیت دارد.